# Fjodor II van Rusland
Fjodor Borisovitsj Godoenov (Russisch: Фёдор II Борисович Годунов) (Moskou, 1589 – aldaar, 10/20 juni 1605) was in 1605 korte tijd tsaar van Rusland.
Hij was de zoon van Boris Godoenov, die eerst de zwakke tsaar Fjodor I had bijgestaan en nadien de macht van hem had overgenomen.
Boris stierf onverwacht op 13 april 1605 en zijn zoon Fjodor werd tot tsaar uitgeroepen. Op dat moment trok echter de eerste valse Dimitri, een opportunist die zich uitgaf voor de vermoorde zoon van tsaar Ivan IV, op naar Rusland met een legertroep. Hij belegerde Moskou en nam de stad in op 11 juni 1605. Tsaar Fjodor II werd vermoord en de valse Dimitri nam de macht als tsaar Dimitri I.
Ivan IV de Verschrikkelijke · Fjodor I · Boris Godoenov · Fjodor II · Valse Dimitri I · Vasili IV · Wladislaus I · Michaël I · Alexis · Fjodor III · Ivan V · Peter I de Grote · Catharina I · Peter II · Anna I · Ivan VI · Elisabeth · Peter III · Catharina II de Grote · Paul I · Alexander I · Nicolaas I · Alexander II · Alexander III · Nicolaas II